# 847-й истребительный авиационный полк
847-й истребительный авиационный полк (847-й иап) — воинская часть Военно-воздушных сил (ВВС) РККА, принимавшая участие в боевых действиях Советско-японской войны.

## Наименования полка
За весь период своего существования полк несколько раз менял род авиации и своё наименование:
- 847-й легкобомбардировочный авиационный полк;
- 847-й истребительный авиационный полк;
- 847-й легкобомбардировочный авиационный полк;
- 847-й смешанный авиационный полк;
- 847-й истребительный авиационный полк;
- Войсковая часть (Полевая почта) 35431.

## История и боевой путь полка
847-й легкобомбардировочный авиационный полк был сформирован в апреле 1942 года в составе ВВС Забайкальского фронта. В июне 1942 года передан в состав ВВС 17-й армии Забайкальского фронта и переформирован в истребительный авиационный полк. В июле полк вернулся на штаты легкобомбардировочного авиационного полка и получил наименование 847-й легкобомбардировочный авиационный полк. В сентябре 1942 года полк переформирован в смешанный: 847-й смешанный авиационный полк. В ноябре полк вошёл в состав 12-й воздушной армии.
847-й истребительный авиационный полк 10 апреля 1943 года переформирован из 847-го смешанного авиационного полка в 12-й воздушной армии Забайкальского фронта на аэродроме Обо-Самен (Дадал) на территории Монгольской Народной Республики по штату 015/284 на самолётах И-16 со включением в состав 246-й истребительной авиационной дивизии 12-й воздушной армии Забайкальского фронта. В декабре 1944 года полк перевооружён с И-16 на истребители Як-9.
| И-15 бис | И-153 | И-16 |

В период с 9 августа по 3 сентября 1945 года полк в составе 246-й истребительной авиационной дивизии 12-й воздушной армии Забайкальского фронта принимал участие в Советско-японской войне на самолётах Як-9 в Маньчжурской стратегической наступательной операции. Поскольку сопротивления противника в воздухе не было, полк занимался в основном штурмовкой японских войск и разведкой.

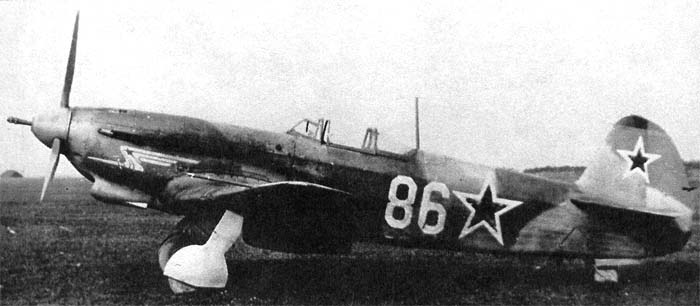
Самолёт Як-9, на котором полк принимал участие в Советско-японской войне

Совершено боевых вылетов — 96, из них:
- на прикрытие войск — 40[2]
- на разведку — 22[2]
- на сопровождение бомбардировщиков — 32[2]
- на прикрытие аэродромов — 2[2]

Встреч с самолётами противника, воздушных боёв и боевых потерь не было. Свои потери (небоевые): самолётов — 3.
В составе действующей армии полк находился с 9 августа 1945 года по 3 сентября 1945 года.

### Послевоенная история полка
После войны полк входил в состав 246-й истребительной авиационной дивизии 12-й воздушной армии Забайкальско-Амурского военного округа. В связи с сокращениями ВВС в период с 26 июня по 17 июля 1946 года полк расформирован в 246-й истребительной авиационной дивизии 12-й воздушной армии Забайкальско-Амурского военного округа с передачей личного состава в 22-й и 35-й иап дивизии.

## Командиры полка
- майор Гусев Иван Петрович[2], 10.04.1943 — 17.07.1946

## В составе соединений и объединений
| Период        | Фронт (округ)                       | армия (корпус)       | дивизия                                  | примечание |
| ------------- | ----------------------------------- | -------------------- | ---------------------------------------- | ---------- |
| 04.1942 г.    | Забайкальский фронт                 | ВВС фронта           |                                          |            |
| 06.1942 г.    | Забайкальский фронт                 | 17-я армия           | ВВС 17-й армии                           |            |
| 01.11.1942 г. | Забайкальский фронт                 | 12-я воздушная армия |                                          |            |
| 10.04.1943 г. | Забайкальский фронт                 | 12-я воздушная армия | 246-я истребительная авиационная дивизия |            |
| 10.09.1945 г. | Забайкальско-Амурский военный округ | 12-я воздушная армия | 246-я истребительная авиационная дивизия |            |
| 17.07.1946 г. | Забайкальско-Амурский военный округ | 12-я воздушная армия | 246-я истребительная авиационная дивизия |            |

## Благодарности Верховного Главнокомандующего
За проявленные образцы мужества и героизма Верховным Главнокомандующим лётчикам полка в составе 246-й иад объявлена благодарность за отличные боевые действия в боях с японцами на Дальнем Востоке.

## Самолёты на вооружении
| Период            | Самолёты |
| ----------------- | -------- |
| 1942 — 04.1943    | И-15бис  |
| 1941 — 1942       | И-153    |
| 1941 — 1942       | У-2      |
| 04.1943 — 01.1945 | И-16     |
| 12.1944 — 07.1946 | Як-9     |

## Базирование
| Период                  | Аэродром                    |
| ----------------------- | --------------------------- |
| 10.04.1943 — 17.07.1946 | Обо-Самен (Дадал), Монголия |